# The Trial of Vivienne Ware
The Trial of Vivienne Ware (The Trial of Vivienne Ware, 1932), es una película norteamericana dirigida por William K. Howard .	
Género:	Misterio, Drama

Reparto: Joan Bennett, Donald Cook, Richard 'Skeets' Gallagher, Zasu Pitts, Lilian Bond, Alan Dinehart, Herbert Mundin, Howard Phillips, William Pawley, Noel Madison, Jameson Thomas, Ruth Selwyn, Christian Rub, Maude Eburne, John M. Sullivan

## Argumento:
A falta de argumento